# Chiesa di Santa Maria Assunta e di San Giovanni Battista (Cevio)

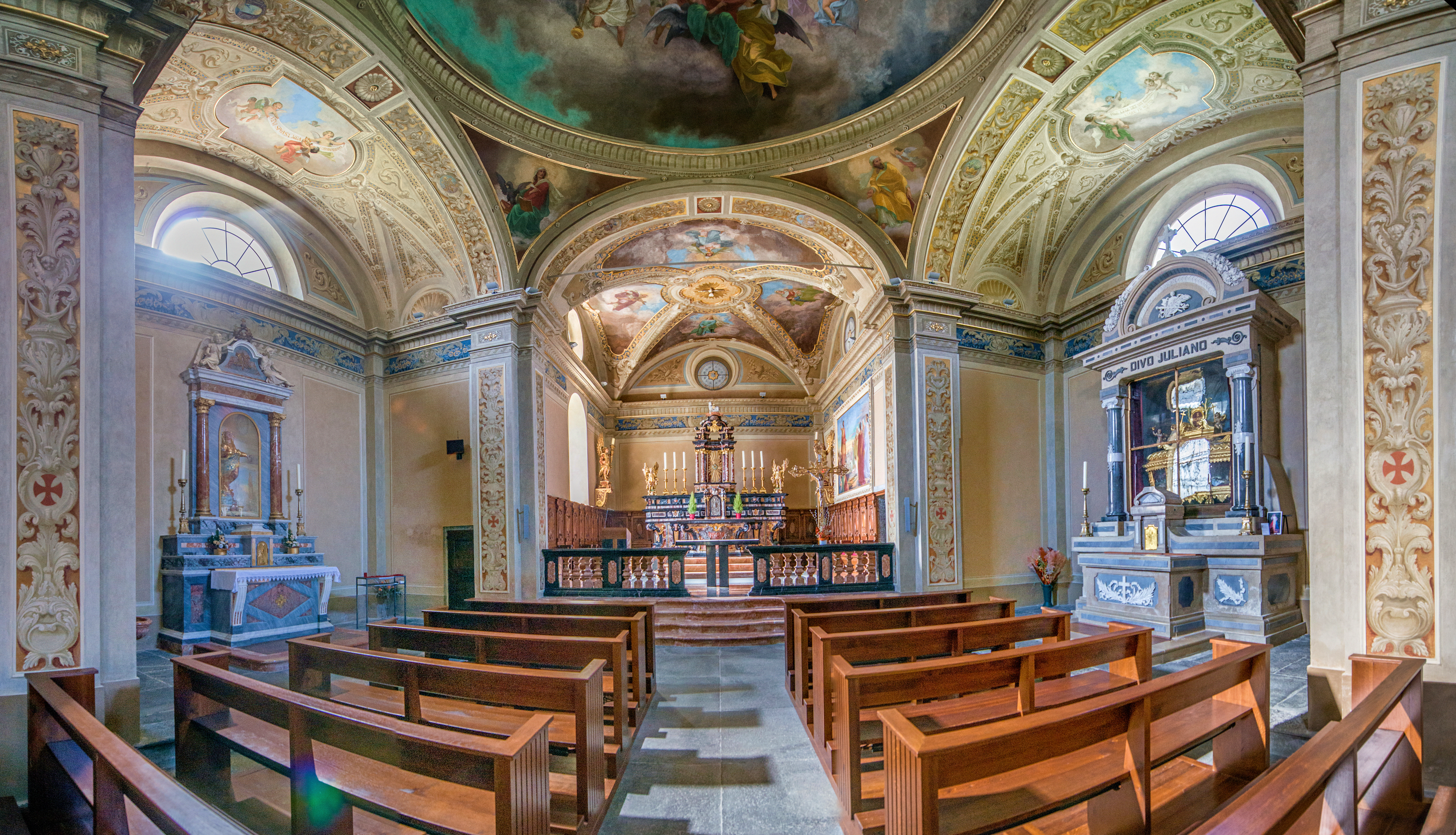
Interno

La chiesa di Santa Maria Assunta e di San Giovanni Battista è un luogo di culto cattolico che si trova a Cevio, nel Canton Ticino.
Di origine duecentesca, è stato più volte restaurato fino ad assumere l'attuale aspetto barocco.

## Storia
L'edificio fu citato per la prima volta, seppur non direttamente, nel 1253. Prima di quel secolo diventò sede parrocchiale, separandosi dalla parrocchia di Maggia. La sua struttura attuale, nella quale l'edificio romanico è stato assorbito, si deve principalmente al rimaneggiamento del 1668-1669, ma la chiesa fu ulteriormente modificata fra il 1874 e il 1876 da Ignazio Cremonini e nel 1904 da Paolo Zanini.

## Descrizione

### Arte e architettura
La chiesa di Santa Maria Assunta e San Giovanni Battista è in stile barocco.
Esternamente è preceduta da una lunga scalinata che collega il sagrato alla strada. La facciata, a salienti, presenta nella parte inferiore un paramento murario in fasce lapidee e, in quella superiore, intonacato con quattro lesene. Il portale è preceduto da un protiro con volta a crociera affrescata con in simboli della Passione di Gesù. Alla sinistra della chiesa vi è il campanile, a base quadrata, con la cella campanaria che si apre su ogni lato con una bifora.
L'interno della chiesa è a croce latina con unica navata, transetto sporgente e abside quadrangolare. Le volte, a botte ribassata nel pedicroce e a crociera nel capocroce, sono affrescate. Il presbiterio, rialzato di alcuni gradini rispetto al resto della chiesa, ospita l'altare maggiore barocco, intorno al quale si trovano gli stalli lignei del coro.

### Organo a canne
Sulla cantoria in controfacciata, all'interno di una cassa lignea decorata con dorature, vi è l'organo a canne, costruito da Vincenzo Mascioni di Azzio nel 1907 e restaurato dalla stessa ditta nel 2010. Lo strumento, a trasmissione pneumatica, ha due tastiere di 58 note ed una pedaliera dritta di 27.